# Атолука (защитена местност)
Вижте пояснителната страница за други значения на Атолука.
Атолука е защитена местност в България. Разположена е в землището на село Равногор, област Пазарджик, край местността Атолука.
Разположена е на площ 299,29 ha. Обявена е на 5 август 1969 г. с цел опазване на вековна иглолистна гора от бял бор и смърч. На 9 януари 1985 г. площта на защитената местност е увеличена от 177,9 ha на 318,2 ha, а на 19 февруари 2016 г. е намалена на 299,29 ha. Попада в защитената зона Западни Родопи от Натура 2000 по директивата за птиците.
На територията на защитената местност се забраняват:
- пашата на домашни животни;
- разкриване на кариери, извършване на минно-геоложки дейности, с които се нарушава водния режим или естествения облик на местността;
- ловуването;
- осъществяването на смолодобив;
- прокарване на нови пътища или въжени линии;
- извеждане на сечи, освен отгледни и санитарни до разработването на устройствения проект за защитения обект;
- всякакво строителство, освен предвиденото в устройствения проект на защитения обект;
- влизане, преминаване или паркиране на моторни превозни средства.[1]